# Leandro Bacuna
Leandro Bacuna (ur. 21 sierpnia 1991 roku) – holenderski piłkarz grający na pozycji skrzydłowego. Zawodnik klubu Cardiff City.

## Kariera
Bacuna jest wychowankiem FC Groningen. 30 października 2009 roku zadebiutował w FC Groningen w Eredivisie w meczu z PSV Eindhoven. 6 listopada 2009 roku strzelił swojego pierwszego gola w barwach klubu, w meczu ligowym z Heraclesem Almelo.
13 czerwca 2013 roku ogłoszono, że Bacuna podpisał trzyletni kontrakt z Aston Villą. 28 września 2013 roku zdobył bramkę z rzutu wolnego w meczu Premier League przeciwko Manchesterowi City.